# Belmont (België)
Belmont is een gehucht in Ethe, een deelgemeente van de Belgische gemeente Virton. Er is bij het gehucht ook een voormalig station Belmont.